# Bobbie van de Graaff
Robert »Bobbie« van de Graaf, nizozemski veslač, * 17. marec 1944, Macclesfield, Združeno kraljestvo.
van de Graaff je za Nizozemsko nastopil na Poletnih olimpijskih igrah 1964 v Tokiu, kjer je v četvercu s krmarjem osvojil bronasto medaljo.